# Jonathan Gradit
Jonathan Gradit (Talence, Francia; 24 de noviembre de 1992) es un futbolista francés. Juega de defensa central y su equipo actual es el Lens de la Ligue 1.

## Trayectoria
Gradit debutó en la Ligue 2 el 10 de marzo de 2014 con el Tours en la victoria por 2-0 sobre el Angers.
El 20 de agosto de 2019, fichó por dos años en el Lens.

## Estadísticas
Actualizado al último partido disputado el 1 de abril de 2023.
| Club                     | Div.          | Temporada     | Liga  | Liga  | Copas nacionales | Copas nacionales | Copas internacionales | Copas internacionales | Total | Total |
| Club                     | Div.          | Temporada     | Part. | Goles | Part.            | Goles            | Part.                 | Goles                 | Part. | Goles |
| ------------------------ | ------------- | ------------- | ----- | ----- | ---------------- | ---------------- | --------------------- | --------------------- | ----- | ----- |
| Aviron Bayonnais Francia | 4.ª           | 2012-13       | 29    | 2     | —                | —                | —                     | —                     | 29    | 2     |
| Aviron Bayonnais Francia | Total club    | Total club    | 29    | 2     | 0                | 0                | 0                     | 0                     | 29    | 2     |
| Tours Francia            | 2.ª           | 2013-14       | 12    | 0     | 0                | 0                | —                     | —                     | 12    | 0     |
| Tours Francia            | 2.ª           | 2014-15       | 31    | 0     | 3                | 0                | —                     | —                     | 34    | 0     |
| Tours Francia            | 2.ª           | 2015-16       | 34    | 0     | 5                | 0                | —                     | —                     | 39    | 0     |
| Tours Francia            | 2.ª           | 2016-17       | 31    | 0     | 1                | 0                | —                     | —                     | 32    | 0     |
| Tours Francia            | 2.ª           | 2017-18       | 24    | 1     | 2                | 0                | —                     | —                     | 26    | 1     |
| Tours Francia            | Total club    | Total club    | 132   | 1     | 11               | 0                | 0                     | 0                     | 143   | 1     |
| Caen Francia             | 1.ª           | 2018-19       | 24    | 0     | 4                | 0                | —                     | —                     | 28    | 0     |
| Caen Francia             | 2.ª           | 2019-20       | 2     | 0     | 0                | 0                | —                     | —                     | 2     | 0     |
| Caen Francia             | Total club    | Total club    | 26    | 0     | 4                | 0                | 0                     | 0                     | 30    | 0     |
| Lens Francia             | 2.ª           | 2019-20       | 11    | 0     | 2                | 0                | —                     | —                     | 13    | 0     |
| Lens Francia             | 2.ª           | 2020-21       | 33    | 0     | 1                | 0                | —                     | —                     | 34    | 0     |
| Lens Francia             | 1.ª           | 2021-22       | 35    | 0     | 2                | 0                | —                     | —                     | 37    | 0     |
| Lens Francia             | 1.ª           | 2022-23       | 24    | 1     | 4                | 0                | —                     | —                     | 28    | 1     |
| Lens Francia             | Total club    | Total club    | 103   | 1     | 9                | 0                | 0                     | 0                     | 112   | 1     |
| Total carrera            | Total carrera | Total carrera | 290   | 4     | 24               | 0                | 0                     | 0                     | 314   | 4     |